# Ти, Тон
Тон Ти (нидерл. Ton Thie; 28 октября 1944, Гаага — 25 февраля 2021) — нидерландский футболист, играл на позиции вратаря.

## Биография

### Игровая карьера
Воспитанник роттердамского «Эксельсиора». Начинал карьеру в клубе «Гермес ДВС», в котором играл в течение двух сезонов. Основная карьера Ти прошла в клубе «АДО Ден Хааг», в котором он играл на протяжении 13 сезонов, став основным вратарём этого клуба. В составе «Ден Хаага» Ти сыграл 380 матчей в Эредивизи, становился призёром чемпионата страны, а также два раза в 1968 и 1975 годах выиграл Кубок Нидерландов.
В 1967 году Ти на правах аренды перешёл в американский «Сан-Франциско Голден Гейт Гейлз», в котором сыграл 12 матчей.

### Смерть
Скончался 25 февраля 2021 года в возрасте 76 лет из-за проблем со здоровьем.

## Достижения
«АДО Ден Хааг»
- Обладатель Кубка Нидерландов (2): 1967/68, 1974/75